# Booth (Familienname)
Booth ist ein Familienname.

## Namensträger

### A
- Albert Booth (1928–2010), britischer Politiker
- Alison Booth (* vor 1980), australische Wirtschaftswissenschaftlerin und Hochschullehrerin
- Andrew Donald Booth (1918–2009), britischer Elektrotechniker und Informatiker
- Andrew Booth Jr. (* 2000), US-amerikanischer American-Football-Spieler
- Andy Booth (* 1973), englischer Fußballspieler
- Anthony Booth (1931–2017), britischer Schauspieler
- Arthur Booth (1840–1916), deutscher Kaufmann

### B
- Billy Booth (1886–1963), englischer Fußballspieler
- Bobby Booth (1892–1974), englischer Fußballspieler
- Brad Booth (* 1976), US-amerikanischer Pokerspieler
- Bramwell Booth (1856–1929), englischer Theologe und Prediger
- Brian Booth (1933–2023), australischer Cricket- und Hockeyspieler

### C
- Callum Booth (Fußballspieler) (* 1991), schottischer Fußballspieler
- Callum Booth (Eishockeyspieler) (* 1997), kanadischer Eishockeytorwart
- Calvin Booth (* 1976), US-amerikanischer Basketballspieler
- Carly Booth (* 1992), schottische Golfsportlerin
- Catherine Booth (1829–1890), englische Mitgründerin der Heilsarmee und Frauenrechtlerin
- Catherine Booth-Clibborn (1858–1955), britische Offizierin der Heilsarmee
- Charles Booth (1840–1916), britischer Philanthrop und Sozialforscher
- Charles Booth (Fußballspieler) (1867–1898), englischer Fußballspieler
- Charles G. Booth (1896–1949), US-amerikanischer Schriftsteller und Drehbuchautor
- Charlie Booth (1903–2008), australischer Leichtathlet und Erfinder
- Charlie Booth (Fußballspieler) (1896–1966), englischer Fußballspieler
- Charlotte Booth (* 1975), britische Archäologin, Dozentin und Autorin über das Alte Ägypten
- Cherie Booth (* 1954), englische Rechtsanwältin und Ehefrau des britischen Premierministers Tony Blair, siehe Cherie Blair
- Chris Booth (* 1948), neuseeländischer Bildhauer
- Christopher Booth (1924–2012), britischer Mediziner und Medizinhistoriker
- Claire Alexandra Booth (* 1977), englische Chirurgin und durch Heirat Mitglied des Hauses Windsor
- Claire Booth (Kriminalautorin) (* ?), amerikanische Journalistin und Kriminalautorin
- Claire Booth (Sopranistin) (* vor 1985), englische Sopranistin, 2025 nominiert für den Sängerpreis der Royal Philharmonic Society
- Clare Booth (* 1964), britische Skirennläuferin
- Colin Booth (Botaniker) (1924–2003), britischer Pilzkundler
- Colin Booth (1934–2025), englischer Fußballspieler
- Connie Booth (* 1940), US-amerikanische Autorin und Schauspielerin

### D
- David Booth (Fußballspieler, 1948) (* 1948), englischer Fußballspieler und -trainer
- David Booth (Fußballspieler, 1962) (* 1962), englischer Fußballspieler
- David Booth (Spezialeffektkünstler), Spezialeffektkünstler
- David Booth (Eishockeyspieler) (* 1984), US-amerikanischer Eishockeyspieler
- Dennis Booth (* 1949), englischer Fußballspieler
- Donald Booth (Schauspieler), US-amerikanischer Schauspieler
- Donald E. Booth (* 1954), US-amerikanischer Diplomat
- Donald Prentice Booth (1902–1993), US-amerikanischer General
- Douglas Booth (* 1992), britischer Schauspieler und Model
- Douglas Allen Booth (* 1949), angloamerikanischer Drehbuchautor und Fernsehproduzent

### E
- Edgar Booth (1888–1945), brasilianischer Fußballspieler
- Edwin Booth (1833–1893), US-amerikanischer Schauspieler
- Emily Booth (* 1976), britische Schauspielerin und Drehbuchautorin
- Emma Booth (Sängerin) (Emma; * 1974), britische Sängerin
- Emma Booth (Schauspielerin) (* 1982), australische Schauspielerin und Model
- Emma Booth (Reiterin) (* 1991), australische Reiterin
- Esme Booth (* 1998), britische Ruderin
- Eugene S. Booth (1850–1931), US-amerikanischer Missionar
- Eugene T. Booth (1912–2004), US-amerikanischer Physiker
- Eva Gore-Booth (1870–1926), irische Dichterin, Sozialaktivistin und Suffragette
- Evangeline Booth (1865–1950), US-amerikanische Generalin der Heilsarmee
- Ewing E. Booth (1870–1949), US-amerikanischer Generalmajor

### F
- Frank Booth (Fußballspieler, 1882) (1882–1919), englischer Fußballspieler
- Frank Booth (Fußballspieler, 1887) (1887–1955), US-amerikanischer Fußballspieler
- Frank Booth (Schwimmer) (Frank Ewen Booth; 1910–1980), US-amerikanischer Schwimmer
- Frederick Booth-Tucker (1854–1928), wichtiges Mitglied der Heilsarmee und maßgeblich am Aufbau der Heilsarmee in Indien beteiligt

### G
- Graham Booth (1940–2011), britischer Politiker
- George Booth, 1. Baron Delamer (1622–1684), englischer Parlamentarier und Peer
- George Booth (Comiczeichner) (1926–2022), US-amerikanischer Comiczeichner
- George Booth (Fußballspieler) (1882–1916), englischer Fußballspieler
- George Godfrey Booth (1804–1866), Landbesitzer und Abgeordneter der schleswig-holsteinischen Landesversammlung
- Grenville Booth (1925–1990), englischer Fußballspieler

### H
- Hartley Booth (* 1946), britischer Politiker
- Herbert Howard Booth (1862–1926), Offizier der Heilsarmee
- Hubert Cecil Booth (1871–1955), englischer Ingenieur und Erfinder

### J
- James Booth (Landschaftsgärtner) (1770–1814), schottischer Landschaftsgärtner
- James Booth (Mathematiker) (1806–1878), irischer Mathematiker, Geistlicher und Lehrer
- James Booth (Schauspieler) (1927–2005), englischer Schauspieler und Drehbuchautor
- James Godfrey Booth (1794–1871), Saatengroßhändler und Gründer der Gas-Companie in Hamburg
- Joe Booth (1871–??), englischer Fußballspieler
- John Booth (Bischof) († 1478), Bischof von Exeter
- John Booth (Kolonialbeamter) (1863–1924), deutscher Kolonialbeamter
- John Booth (Zauberkünstler) (1912–2009), US-amerikanischer Zauberkünstler und Autor
- John Alfred Booth (* 1954), britischer Automobilrennfahrer und Motorsportmanager
- John Cornelius Booth (1836–1908), deutscher Baumzüchter
- John Godfrey Booth (1800–1847), deutscher Gärtner
- John Richmond Booth (1799–1847), deutscher Baumzüchter
- John Wilkes Booth (1838–1865), US-amerikanischer Schauspieler, Mörder von Abraham Lincoln
- Joseph Booth  (1851–1932)
- Joshua Booth (* 1990), australischer Ruderer
- Juni Booth (auch Jooney oder Joonie; 1948–2021), US-amerikanischer Jazz-Musiker
- Junius Brutus Booth (1796–1852), britischer Schauspieler

### K
- Karin Booth (1916–2003), US-amerikanische Schauspielerin
- Kathleen Booth (1922–2022), britische Mathematikerin, Programmiererin und Informatikerin
- Ken Booth (Politiker) (1926–1988), australischer Politiker, Mitglied der Legislativversammlung und Minister von New South Wales
- Ken Booth (* 1934), englischer Fußballspieler
- Kristin Booth (* 1974), kanadische Schauspielerin

### L
- Laurence Booth (1420–1480), Erzbischof von York und Lordkanzler
- Lindy Booth (* 1979), kanadische Schauspielerin
- Lionel Booth (1914–1997), irischer Politiker
- Lionel F. Booth (1838–1864), Major des US-Heeres
- Llewellyn Booth (1912–1984), walisischer Fußballspieler

### M
- Margaret Booth (1898–2002), US-amerikanische Filmeditorin
- Margery Booth (1905–1952), britische Opernsängerin, Spionin im Zweiten Weltkrieg
- Mary Louise Booth (1831–1889), US-amerikanische Journalistin
- Matthew Booth (* 1977), südafrikanischer Fußballspieler
- Melanie Booth (* 1984), kanadische Fußballspielerin
- Michael Booth (* 1946), britischer Geräteturner
- Mitch Booth (* 1963), australisch-niederländischer Segler

### N
- Newton Booth (1825–1892), US-amerikanischer Politiker

### P
- Paul Booth (Rugbyspieler) (1865–1914), englischer Rugbyspieler
- Paul Booth (Fußballspieler) (* 1965), englischer Fußballspieler
- Paul Booth (Tätowierer) (* um 1968), amerikanischer Tätowierer
- Paul Booth (Musiker) (* 1977), britischer Jazzmusiker
- Paul Gore-Booth, Baron Gore-Booth (1909–1984), britischer Diplomat
- Philip Booth (1925–2007), US-amerikanischer Dichter

### R
- Ray Booth (* 1949), walisischer Fußballspieler
- Reuben Booth (1794–1848), US-amerikanischer Politiker
- Robbie Booth (* 1985), englischer Fußballspieler
- Robert Booth (* 1964), australischer Ruderer
- Rosemary Frances Booth (1928–2019), britische Autorin von Kinder- und Liebesromanen

### S
- Sam Booth (Fußballspieler, 1910) (Samuel Booth; 1910–1956), englischer Fußballspieler
- Sam Booth (Fußballspieler, 1920) (William Samuel Booth; 1920–1990), englischer Fußballspieler
- Sam Booth (Fußballspieler, 1926) (Samuel Stewart Booth ; 1926–1968), schottischer Fußballspieler
- Scott Booth (* 1971), schottischer Fußballspieler
- Sharon Booth (* 1956), australische Schwimmerin
- Shirley Booth (1898–1992), US-amerikanische Schauspielerin
- Simon Booth, Pseudonym von Simon Emmerson (1956–2023), britischer Gitarrist und Musikproduzent
- Stanley Booth-Clibborn (1924–1996), britischer Geistlicher, Bischof von Manchester
- Stephen Booth (* 1952), britischer Autor

### T
- Taylor Booth (* 2001), US-amerikanischer Fußballspieler
- Thomas Jonas Booth (1829–nach 1878), englischer Gärtner
- Tim Booth (* 1960), britischer Sänger, Tänzer und Schauspieler
- Tom Booth (Fußballspieler) (1874–1939), englischer Fußballspieler
- Tom Booth-Amos (* 1996), britischer Motorradrennfahrer
- Tommy Booth (Fußballspieler, 1891) (Curtis Booth; 1891–1949), englischer Fußballspieler und -trainer
- Tommy Booth (Fußballspieler, 1949) (* 1949), englischer Fußballspieler
- Tony Booth (* 1961), englischer Fußballspieler

### V
- Verne Booth (1898–1979), US-amerikanischer Langstreckenläufer

### W
- Walter Booth (1791–1870), US-amerikanischer Politiker
- Walter R. Booth (1869–1938), britischer Zauberer und Filmemacher
- Wayne C. Booth (1921–2005), US-amerikanischer Literaturwissenschaftler
- Wilf Booth (1918–2009), englischer Fußballspieler
- William Booth (1829–1912), englischer Gründer und erster General der Heilsarmee
- William Booth (Fußballspieler) (1880–1951), englischer Fußballspieler
- William Booth (Boxer) (* 1944), australischer Boxer
- William Beattie Booth (1804–1874), britischer Gärtner